# The Big Room
The Big Room è il secondo album in studio del duo musicale pop norvegese M2M, pubblicato nel 2002. 

## Tracce
1. Everything – 4:11
2. Jennifer – 3:08
3. Don't – 3:27
4. Payphone – 3:16
5. What You Do About Me – 3:05
6. Love Left For Me – 4:15
7. Miss Popular – 3:06
8. Wanna Be Where You Are – 3:26
9. Leave Me Alone – 3:08
10. Sometimes – 2:53
11. Eventually – 3:01

## Formazione
- Marion Raven
- Marit Larsen